# Shūzō Oshimi
押見 修造
Œuvres principales
- Les Fleurs du mal
- Drifting Net Cafe
- Dans l’intimité de Marie
- Les Liens du Sang
- "Welcome back Alice"*
- Shino ne sait pas dire son nom

Shūzō Oshimi (押見 修造, Oshimi Shūzō), né le 19 mars 1981, dans la préfecture de Gunma, est un mangaka japonais. Il est notamment connu pour avoir écrit et illustré les mangas Les Fleurs du mal, Dans l'intimité de Marie, Drifting Net Cafe (en) et Les liens du sang.

## Biographie
Shūzō Oshimi nait le 19 mars 1981 à Kiryū, dans la préfecture de Gunma, au Japon. 
En 2002, alors qu'il est encore étudiant à l'université, il réalise le one-shot Dream Flower Garden pour lequel il sera récompensé du prix Chiba Tetsuya dédié aux artistes d'exception dans la catégorie jeunesse. Fort de son succès, il décide de faire ses débuts la même année avec Midnight Paranoia Star publié dans le magazine Comic shōsō (Comic Frustration) aux éditions Ohta. Puis, au cours de l'année 2003, il commence à sérialiser Avant-Garde Yumeko dans le Young Magazine de l'éditeur Kodansha.
La consécration vient finalement avec Drifting Net Cafe et Les fleurs du mal qui sont tous deux adaptés en drama pour la télévision japonaise, puis  avec Sweet Poolside et Shino ne sait pas dire son nom desquels sont tirés deux longs-métrages.
En janvier 2023, il reçoit le Fauve série lors du Festival d'Angoulême pour les liens du sang.

## Œuvres
- Superfly (スーパーフライ?, 2001) – Indépendant, publié pour la première fois dans la collection "Avant-Garde Yumeko".
- Midnight Paranoia Star (真夜中のパラノイアスター, Mayokana no Paranoia Sutā?)
- Avant-Garde Yumeko (アバンギャルド夢子, Abangyarudo Yumeko?, 2003) – Édité chez Kōdansha, 1  volume.
- Sweet Poolside (スイートプールサイド?, 2004) – Édité chez Kōdansha, 1 volume.
- Devil Ecstasy (デビルエクスタシー?, 2005–2006) – Édité chez Kōdansha, 4 volumes.
- Yūtai Nova (ユウタイノヴァ?, 2007–2008) – Édité chez Kōdansha, 2 volumes.
- Drifting Net Café (漂流ネットカフェ, Hyōryū Netto Kafe?, 2008–2011) – Édité par Futabasha, 7 volumes.
- Les Fleurs du mal (惡の華?, 2009–2014) – Édité par Kōdansha, 11 volumes[3].
- Shino ne sait pas dire son nom (志乃ちゃんは自分の名前が言えない?, 2011–2012) – Édité par Ōtashuppon, 1 volume.
- Dans l’intimité de Marie (ぼくは麻理のなか, Boku wa Mari no naka?, 2012–2016) – Prépublié dans Manga Action - Édité par Futabasha[4] au Japon et Akata en France, 9 volumes.
- Happiness (ハピネス, Hapinesu?, 2015–2020) – Édité par Kōdansha[5] au Japon et Pika en France, 10 volumes.
- Waltz (ワルツ, 2017) - Édité chez Shodensha, 1 volume.
- Les Liens du sang (血の轍, Chi no wadachi?, 2017-2023)  - Édité par Shôgakukan au Japon et Ki-oon en France, 17 volumes.
- Welcome Back Alice (おかえりアリス, Okaeri Alice, 2019-2023) - Édité par Kodansha au Japon et par Pika[6] en France, 7 volumes.
- Kusakabe & moi (日下部さん, Kusakabe-san, 2020) - Édité chez Futabasha au Japon et Akata en France, 1 volume
- Chii chan (2024) prequel for the 2024 movie "Poison Girl"
- Lily (Online manga) 2021
- Hiromi (One shot manga) 2024